# 百色鱼龙属
百色鱼龙属（學名：Baisesaurus，意思為「百色市的蜥蜴」）是一属已滅絕的魚龍形下綱物種，生存於三疊紀早期（奧倫尼剋期），化石發現於中國廣西壯族自治區百色市的邏樓層（Luolou Formation），包含了部分顱後骨架，本屬僅包含一種，即強壯百色魚龍（學名：Baisesaurus robustus）。

## 發現史
百色魚龍正模標本CUGW VH107發現於2018年，出土於中國廣西壯族自治區百色市隆林各族自治縣者保鄉南盤江盆地的邏樓層，化石部位包括肋骨、腹肋骨、部分肢骨（可能為橈骨）、12節椎骨、以及7節椎骨神經弓。
2022年，任紀澄等人根據該正模標本發表並命名強壯百色魚龍，屬名「Baisesaurus 」由化石发现地中國百色市及希臘語“saurus”（意為「蜥蜴」）組成；種小名“robustus”則是「強壯」的意思。

## 描述
百色魚龍屬的體長約有3米（9.8英尺），在外型與部分解剖特徵上，更近似於歌津魚龍屬。肇因於牠們長而緊實的前肢骨，百色魚龍屬被認為具有不錯的游泳能力。

## 分類學
百色魚龍屬被認為可能是魚龍形下綱的基群演化支。但發表百色魚龍屬的研究者認為牠們也可能屬於魚龍超目。因此，百色魚龍屬目前的分類位置仍然存在爭議。